# Рубіо
Рубіо́ (кат. Rubió) - муніципалітет, розташований в Автономній області Каталонія, в Іспанії. Код муніципалітету за номенклатурою Інституту статистики Каталонії - 81859. Знаходиться у районі (кумарці) Анойя (коди району - 06 та AI) провінції Барселона, згідно з новою адміністративною реформою перебуватиме у складі Центральної баґарії (округи). 

## Населення
Населення міста (у 2007 р.) становить 161 особа (з них менше 14 років - 13,7%, від 15 до 64 - 64%, понад 65 років - 22,4%). У 2006 р. народжуваність склала 0 осіб, смертність - 0 осіб, зареєстровано 1 шлюб. У 2001 р. активне населення становило 58 осіб, з них безробітних - 6 осіб.

Серед осіб, які проживали на території міста у 2001 р., 116 народилися в Каталонії (з них 99 осіб у тому самому районі, або кумарці), 5 осіб приїхало з інших областей Іспанії, а 2 особи приїхали з-за кордону. 

Університетську освіту має 9,3% усього населення. 

У 2001 р. нараховувалося 35 домогосподарств (з них 14,3% складалися з однієї особи, 22,9% з двох осіб,17,1% з 3 осіб, 11,4% з 4 осіб, 20% з 5 осіб, 11,4% з 6 осіб, 0% з 7 осіб, 0% з 8 осіб і 2,9% з 9 і більше осіб).

Активне населення міста у 2001 р. працювало у таких сферах діяльності : у сільському господарстві - 32,7%, у промисловості - 23,1%, на будівництві - 3,8% і у сфері обслуговування - 40,4%. 

 У муніципалітеті або у власному районі (кумарці) працює 25 осіб, поза районом - 34 особи.

### Безробіття
У 2007 р. нараховувалося 4 безробітних (у 2006 р. - 4 безробітних), з них чоловіки становили 50%, а жінки - 50%.

## Економіка

### Підприємства міста

#### Сфера послуг
| \| Підприємства міста, що працюють у сфері послуг, за діяльністю \| Підприємства міста, що працюють у сфері послуг, за діяльністю \| Підприємства міста, що працюють у сфері послуг, за діяльністю \| \| Рік \| 2002 р. \| 2001 р. \| \| ------------------------------------------------------------- \| ------------------------------------------------------------- \| ------------------------------------------------------------- \| \| Гуртова торгівля \| 0% \| 0% \| \| Готелі та готельний бізнес \| 50% \| 66,7% \| \| Транспорт та зв'язок \| 0% \| 0% \| \| Посередницькі фінансові послуги \| 0% \| 0% \| \| Послуги підприємствам \| 0% \| 0% \| \| Послуги фізичним особам \| 50% \| 33,3% \| \| Нерухомість та ін. \| 0% \| 0% \| \| Усього підприємств \| 4 \| 3 \| |         |         |
| Підприємства міста, що працюють у сфері послуг, за діяльністю |         |         |
| Рік | 2002 р. | 2001 р. |
| Гуртова торгівля | 0%      | 0%      |
| Готелі та готельний бізнес | 50%     | 66,7%   |
| Транспорт та зв'язок | 0%      | 0%      |
| Посередницькі фінансові послуги | 0%      | 0%      |
| Послуги підприємствам | 0%      | 0%      |
| Послуги фізичним особам | 50%     | 33,3%   |
| Нерухомість та ін. | 0%      | 0%      |
| Усього підприємств | 4       | 3       |

## Житловий фонд
У 2001 р. 0% усіх родин (домогосподарств) мали житло метражем до 59 м2, 0% - від 60 до 89 м2, 5,7% - від 90 до 119 м2 і
94,3% - понад 120 м2.

З усіх будівель у 2001 р. 23,3% було одноповерховими, 73,3% - двоповерховими, 3,5
% - триповерховими, 0% - чотириповерховими, 0% - п'ятиповерховими, 0% - шестиповерховими,
0% - семиповерховими, 0% - з вісьмома та більше поверхами.

## Автопарк
| \| Автомобілі, зареєстровані у місті, за призначенням \| Автомобілі, зареєстровані у місті, за призначенням \| Автомобілі, зареєстровані у місті, за призначенням \| \| Рік \| 2006 р. \| 2005 р. \| \| -------------------------------------------------- \| -------------------------------------------------- \| -------------------------------------------------- \| \| Приватні автомобілі \| 45,8% \| 45,7% \| \| Мотоцикли \| 10,3% \| 9,5% \| \| Вантажівки \| 37,4% \| 38,1% \| \| Трактори \| 0% \| 0% \| \| Автобуси та ін. \| 6,5% \| 6,7% \| \| Усього автомобілів \| 107 шт. \| 105 шт. \| |         |         |
| Автомобілі, зареєстровані у місті, за призначенням |         |         |
| Рік | 2006 р. | 2005 р. |
| Приватні автомобілі | 45,8%   | 45,7%   |
| Мотоцикли | 10,3%   | 9,5%    |
| Вантажівки | 37,4%   | 38,1%   |
| Трактори | 0%      | 0%      |
| Автобуси та ін. | 6,5%    | 6,7%    |
| Усього автомобілів | 107 шт. | 105 шт. |

## Вживання каталанської мови
У 2001 р. каталанську мову у місті розуміли 100% усього населення (у 1996 р. - 100%), вміли говорити нею 94,3% (у 1996 р. - 
94,9%), вміли читати 93,4% (у 1996 р. - 95,8%), вміли писати 71,3
% (у 1996 р. - 66,1%). Не розуміли каталанської мови 0%.

## Політичні уподобання
У виборах до Парламенту Каталонії у 2006 р. взяло участь 81 особа (у 2003 р. - 76 осіб). Голоси за політичні сили розподілилися таким чином:
| \| Вибори до Парламенту Каталонії \| Вибори до Парламенту Каталонії \| Вибори до Парламенту Каталонії \| \| Рік \| 2006 р. \| 2003 р. \| \| -------------------------------------- \| ------------------------------ \| ------------------------------ \| \| Конвергенція та Єднання (CiU) \| 64,2% \| 68,4% \| \| Соціалістична партія Каталонії (PSC) \| 7,4% \| 11,8% \| \| Народна партія (PP) \| 4,9% \| 3,9% \| \| Ініціатива за зелену Каталонію (IC) \| 8,6% \| 2,6% \| \| Республіканська лівиця Каталонії (ERC) \| 12,3% \| 13,2% \| \| Громадянська партія (C's) \| 1,2% \| 0% \| \| Інші \| 1,2% \| 0% \| |         |         |
| Вибори до Парламенту Каталонії |         |         |
| Рік | 2006 р. | 2003 р. |
| Конвергенція та Єднання (CiU) | 64,2%   | 68,4%   |
| Соціалістична партія Каталонії (PSC) | 7,4%    | 11,8%   |
| Народна партія (PP) | 4,9%    | 3,9%    |
| Ініціатива за зелену Каталонію (IC) | 8,6%    | 2,6%    |
| Республіканська лівиця Каталонії (ERC) | 12,3%   | 13,2%   |
| Громадянська партія (C's) | 1,2%    | 0%      |
| Інші | 1,2%    | 0%      |